# Rue François-Dauphin
La rue François-Dauphin est une rue du quartier d'Ainay située sur la presqu'île dans le 2e arrondissement de Lyon, en France.

## Situation et accès
La rue débute rue Victor-Hugo en voie piétonne, elle est ensuite traversée par la rue Auguste-Comteet se termine rue de la Charité en face de la rue Charles-Biennier. Dans cette partie, la circulation est dans le sens de la numérotation et à double-sens cyclable sans stationnement pour véhicules mais avec un stationnement cyclable près de la rue de la Charité.

## Origine du nom
La rue tire son nom du dauphin François de France (1518-1536), fils de François Ier. Ce nom est attesté en 1838 selon Maurice Vanario.

## Histoire
Le 2 août 1536, le roi François Ier et son fils aîné François, sont à Lyon. Malgré la chaleur, le dauphin joue au jeu de paume ; à la fin de la partie, il se fait apporter un verre d'eau fraîche par le comte Sebastiano de Montecuculli. Il est rapidement pris d'un malaise mais décide de repartir avec son père et ses frères. Son état empire et il meurt le 10 août. François Ier, persuadé que son fils a été empoisonné sur ordre de Charles Quint, fait arrêter le comte Sebastiano de Montecuculli, qui est jugé et condamné à mort,.
Cette rue s'est appelé rue Laurencin, rue Neuve-Laurencin, rue de la Sphère, rue du Jeu de Paume de la Sphère, et rue Gandy pour une partie. Le nom de François Dauphin est donné à la rue à la suite d'une erreur. Des historiens ont cru que François avait joué dans la salle du jeu de paume de la sphère qui était dans cette rue, mais cette dernière n'a été construite qu'en 1648 et l'acte d'accusation dit que cela s'est produit dans la maison du Plac appartenant à Jean du Peyrat,. L'événement n'a pas eu lieu non plus au jeu de paume d'Ainay car l'abbé d'Ainay vend une grange et un verger au consulat pour y créer un jeu de paume en 1548, après la mort du dauphin,.
Au N°6, Madame Berne, née Marguerite Churchill (d'origine anglaise par son père mais sans lien de parenté avec Winston Churchill) héberge ici, en janvier 1943, le réseau Alliance, un des plus importants réseaux de renseignements selon le général De Gaulle.